# Wielfresen
Wielfresen est une ancienne commune autrichienne du district de Deutschlandsberg en Styrie.